# Vlag van Gotland
Er zijn verschillende ontwerpen die als vlag van Gotland worden aangemerkt. De officiële vlag van Gotlands län is een vierkante banier van het wapen van deze Zweedse provincie.
De vlag van Gotlands län heeft een blauw veld met een witte staande ram, met gele horens en hoeven, die een kruisstaf draagt met een rode vlag omzoomd in geel en met vijf staarten ook in geel. De huidige versie werd in 1990 ingevoerd door het Nationaal Archief van Zweden en is inhoudelijk identiek aan het wapen dat in 1936 door de koning werd toegekend. Een versie uit 1884 had een Agnus Dei in plaats van de ram. De afbeelding toont de vlag als een banier van het wapen met verhouding van 1:1. Echte vlaggen die in Gotland worden verkocht en gebruikt, zijn rechthoekig.
In 1991 verscheen een onofficiële vlag van Gotland. De vlag is geïnspireerd op die van het naburige eiland Öland, waarbij de kleuren zijn omgekeerd zodat de vlag van Gotland geel is met een groen Scandinavisch kruis. Geel staat voor de stranden en groen voor de vegetatie. De verhoudingen zijn 10:16. De vlag heeft lokaal op Gotland geen weerklank gevonden en is nooit daadwerkelijk in gebruik genomen. De officiële vlag van Gotland wordt gebruikt om het eiland te vertegenwoordigen.